# Short squeeze
Short squeeze menar inom aktieekonomi ett förlopp på aktiemarknaden när de som spekulerat i att en aktie ska gå ner får fel. Om man besitter tron att en viss aktie kommer att gå ner i pris finns möjligheten att låna aktier mot en avgift. Aktierna säljs omedelbart med avsikt att köpas tillbaka vid ett senare tillfälle till ett lägre pris, så kallad blankning. Efter återköp till en lägre kurs lämnar låntagaren tillbaks aktierna till utlånaren.
Om låntagaren får fel och aktien istället stiger så kan låntagaren frivilligt eller av tvång köpa tillbaks aktien till ett högre pris för att begränsa sina förluster. Om ett stort antal aktier varit utlånade kan många samtidigt fatta beslut om att återköpa aktien. Återköpen pressar upp aktiens kurs och kan starta en kedjereaktion när ännu fler gör återköp. Aktiens kurs kommer då att öka kraftigt i vad som benämns en short squeeze.